# بيرغابز
بيرغابز (بالإنجليزية: Breagyps)‏ وهو جنس منقرض من نسور العالم الجديد وهو من فصيلة نسور العالم الجديد.